# Niki Caro
Niki Caro (właśc. Nikola Jean Caro, ur. 20 września 1966 w Wellington) – nowozelandzka reżyserka i scenarzystka filmowa. 

## Życiorys
Uczęszczała do Kadimah College w Auckland, a następnie do Diocesan School For Girls. Ukończyła z tytułem licencjata Elam School of Fine Arts na Uniwersytecie w Auckland w 1988 roku. Uzyskała dyplom studiów podyplomowych w dziedzinie filmu na Swinburne University of Technology w Melbourne w Australii.
Pierwsze doświadczenie w reżyserii zdobywała, realizując reklamy dla różnych firm, takich jak: New Zealand Land Transport Safety Authority, Nike i Tower Insurance. Pierwszym serialem telewizyjnym, do którego realizacji została zatrudniona, był Another Country.
Jej pierwszy film fabularny Pamięć i pożądanie (1998), którego była reżyserką i scenarzystką, został nominowany do Złotej Kamery na Festiwalu Filmowym w Cannes oraz do Brązowego Konia na Festiwalu Filmowym w Sztokholmie. Ponadto zdobył kilka nagród na Festiwalu Filmowym w Nowej Zelandii, w tym za reżyserię.
Sukcesem okazał się film Jeździec wielorybów z 2002 (również według jej scenariusza), opowiadający o dwunastoletniej Paikei, wnuczce wodza Maorysów dążącej do odziedziczenia przywództwa w plemieniu. Dzięki roli w tym filmie 13-letnia Keisha Castle-Hughes stała się najmłodszą nominowaną do Oscara aktorką za rolę pierwszoplanową. Sam film i jego reżyserka otrzymali liczne nominacje i nagrody na międzynarodowych festiwalach całego świata.
W 2005 roku została reżyserką hollywoodzkiego filmu Daleka północ z Charlize Theron i Frances McDormand. Obie aktorki otrzymały za swoje role nominacje do Oscara. Na Festiwalu Filmowym w Chicago film otrzymał nagrodę za reżyserię.
W 2017 roku Niki Caro nakręciła film Azyl na podstawie książki Diane Ackerman The Zookeeper’s Wife (pol. Żona dyrektora zoo), opartej na faktach z historii Antoniny i Jana Żabińskich, którzy ukrywali na terenie warszawskiego zoo około 300 Żydów. Film zdobył liczne nagrody, w tym za reżyserię, na Heartland Film Festival oraz Festiwalu Filmów Żydowskich w Seattle.
W 2020 roku wyreżyserowała wersję fabularną disneyowskiego filmu Mulan, stając się piątą kobietą zatrudnioną przez Disneya do wyreżyserowania filmu o budżecie przekraczającym 100 milionów dolarów. W związku z filmem wyreżyserowała także trzy teledyski Christiny Aguilery: do utworów „Loyal Brave True”, „El Mejor Guerrero” oraz „Reflection”, a także wideo do singla „Wierna, odważna i prawa” Zuzy Jabłońskiej.

## Życie prywatne
Caro jest zamężna z architektem Andrew Listerem, mają dwie córki, Tui i Pearl.

## Filmografia

### Filmy
| Rok  | Tytuł               | Reżyserka | Scenarzystka | Producentka |
| ---- | ------------------- | --------- | ------------ | ----------- |
| 1994 | Sure to Rise        | Tak       | Tak          | Nie         |
| 1998 | Pamięć i pożądanie  | Tak       | Tak          | Nie         |
| 2002 | Jeździec wielorybów | Tak       | Tak          | Nie         |
| 2005 | Daleka północ       | Tak       | Nie          | Nie         |
| 2009 | The Vintner's Luck  | Tak       | Tak          | Tak         |
| 2015 | McFarland, USA      | Tak       | Nie          | Nie         |
| 2017 | Azyl                | Tak       | Nie          | Nie         |
| 2020 | Mulan               | Tak       | Nie          | Nie         |
| 2023 | Matka               | Tak       | Nie          | Nie         |
| jn.  | Callas              | Nie       | Tak          | Nie         |
| jn.  | Beautiful Ruins     | Tak       | Nie          | Nie         |

### Seriale telewizyjne
| Rok  | Tytuł                              | Reżyserka | Scenarzystka | Producentka |
| ---- | ---------------------------------- | --------- | ------------ | ----------- |
| 1992 | Another Country                    | Tak       | Nie          | Nie         |
| 2001 | Mercy Peak                         | Tak       | Tak          | Nie         |
| 2017 | Ania, nie Anna                     | Tak       | Nie          | Nie         |
| jn.  | Daisy Jones & The Six (miniserial) | Tak       | Tak          | Tak         |

### Teledyski
| Rok  | Tytuł                     | Artysta            | Uwaga                                               |
| ---- | ------------------------- | ------------------ | --------------------------------------------------- |
| 2020 | „Loyal Brave True”        | Christina Aguilera | reżyseria, dla filmu Walt Disney Pictures pt. Mulan |
| 2020 | „El Mejor Guerrero”       | Christina Aguilera | reżyseria, dla filmu Walt Disney Pictures pt. Mulan |
| 2020 | „Reflection”              | Christina Aguilera | reżyseria, dla filmu Walt Disney Pictures pt. Mulan |
| 2020 | „Wierna, odważna i prawa” | Zuza Jabłońska     | reżyseria, dla filmu Walt Disney Pictures pt. Mulan |

## Odznaczenia
- Została mianowana Członkiem Orderu Zasługi Nowej Zelandii za zasługi dla przemysłu filmowego w konkursie z wyróżnieniem Nowego Roku 2004[13].